# Хьюстон (порноактриса)
Хьюстон (англ. Houston, настоящее имя — Кимберли Холси англ. Kimberly Halsey, род. 24 марта 1969, Лонг-Бич, Калифорния) — американская порноактриса. Член Зала славы AVN с 2004 года и Зала славы XRCO с 2015 года. В статье сайта Salon 1999 года характеризуется как «хирургически усовершенствованная мультяшная бомба… [которая] похожа на дитя любви Джессики Рэббит и Барта Симпсона».

## Карьера
Родилась 24 марта 1969 года в Лонг-Бич (Калифорния), выросла в Норвегии. Хьюстон работала в знаменитом голливудском клубе «Тропикана», где занималась борьбой в масле, когда один порнопродюсер заметил её сходство с актрисой Бо Дерек и подошел к ней. Дебютировала в порноиндустрии в 1995 году, возрасте 27 лет.
Хьюстон прославилась ролью в The World’s Biggest Gangbang 3: The Houston 620 студии Metro (1999) — фильме, в котором, согласно сообщениям, она занималась сексом с более чем 620 мужчинами без перерыва 6 февраля 1999 года.
В 2005 году уходит из порноиндустрии. В апреле 2008 года Хьюстон был поставлен диагноз «меланома». Заболевание удалось победить благодаря операции и химиотерапии. После ухода из индустрии Хьюстон приобрела в Лас-Вегасе лицензию агента по недвижимости. Эту работу она также потеряла в 2008 году, так как в ней признали бывшую порнозвезду.
В 2012 году Хьюстон вернулась в киноиндустрию для взрослых после десятилетнего перерыва, снявшись с Кейраном Ли для Brazzers в картине под названием «Секс-игры» (Sex Games). В 2015 году окончательно уходит из индустрии, снявшись более чем в 80 фильмах.

### Музыкальные клипы
В 2000 году Хьюстон снялась в документальном фильме VH-1 Porn to Rock, в котором рассказывалось о попытках различных порноактёров сделать карьеру в рок-н-ролле. Также в фильме приняли участие Хлоя, Мидори, Кэндай Кейн, Карен Диор, Джинджер Линн, Гипатия Ли и другие. В течение следующих нескольких лет Хьюстон появилась в ролях камео в различных рок/рэп-клипах, в частности, для таких групп, как Kottonmouth Kings («Bump») и Sum 41 («The Hell Song»). В конце 2003 года она выпустила свой первый сингл What Do You Want From Me? («Что ты хочешь от меня?»), а затем музыкальное выступление в Доме Блюза в Лос-Анджелесе.

### Телевидение

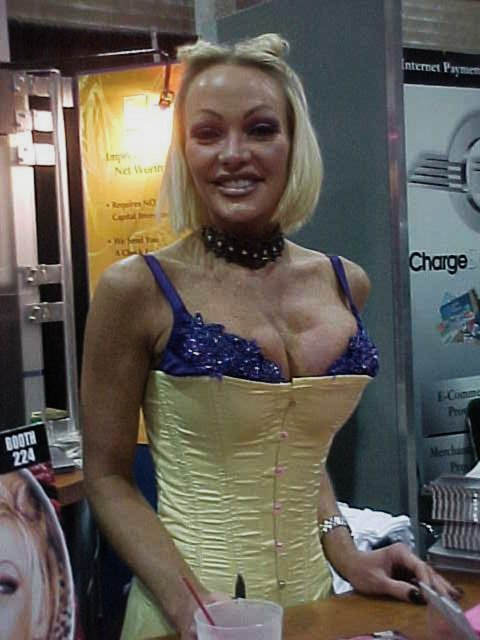

Хьюстон неоднократно выступала в качестве гостя на шоу Говарда Стерна. В 1999 году она пошла на шоу, чтобы прорекламировать тот факт, что у неё были хирургически обрезаны половые губы, чтобы улучшить «внешний вид» во время съёмок крупным планом. Хьюстон также утверждала, что половые губы вызывали проблемы во время танцев в стриптиз-клубах. По сообщениям, на последующем интернет-аукционе Хьюстон продала свои половые губы примерно за 50 000 долларов, согласно онлайн-аукциону Erotic Bid.

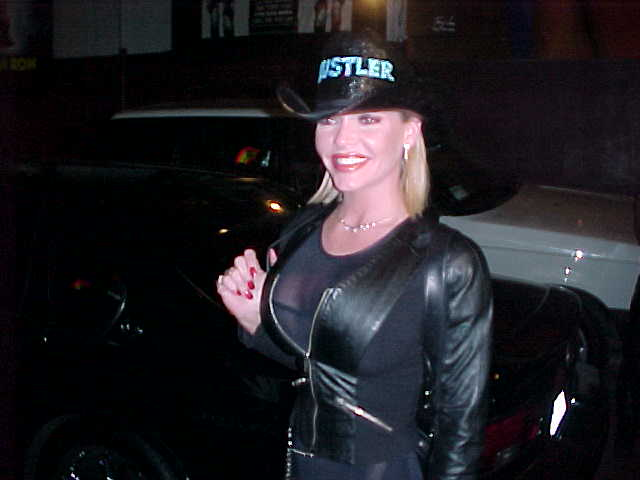
Хьюстон в мае 1999 года

Ещё одно выступление в 1999 году побудило 18-летнего студента из Стейтен-Айленда (Нью-Йорк) Брэда Параскандоло пригласить и прибегнуть к помощи диск-жокея, чтобы взять Хьюстон на выпускной бал. Хьюстон охотно согласилась сопроводить ученика на выпускном, несмотря на некоторое недовольство со стороны нескольких родителей и школьной администрации, которые полагали, что присутствие Хьюстон будет отвлекать внимание. Вечеринка в честь выпускного вечера положила начало отношениям между Хьюстон и студентом, в результате чего подросток переехал в Калифорнию и сопровождал Хьюстон. В последующих интервью они обсуждали свои отношения и мирное расставание.
Также Хьюстон снялась в документальном фильме 2012 года After Porn Ends («После того, как кончается порно») о жизни порноактёров после завершения карьеры. В мае 2012 года выпустила свою автобиографию Pretty Enough: The Story of the Gang Bang Queen («Довольно симпатичная: история королевы гэнг-бэнга»), написанную в соавторстве с Чарльзом Лупулой.

## Интересные факты
- У Хьюстон есть татуировки на бицепсе правой руки и в виде бабочки на копчике, пирсинг в пупке[1].
- У Хьюстон было два американских бульдога — Моджо и Мармадьюк[20].
- У Хьюстон есть брат-близнец, который служил в Дорожном патруле Калифорнии[5].
- Хьюстон была дублёром тела для Памелы Андерсон[5].
- Хьюстон — внучка Клера Уикса, мультипликатора Walt Disney Pictures[5][12].
- Хьюстон получила медицинское образование в Университете штата Невада, Лас-Вегас, в декабре 2011 года по специальности флеботомиста[5].
- Родилась в Госпитале Святой Марии в Лонг-Бич, Калифорния, в 15:13, весила около 1,8 кг и первые две недели жизни провела в инкубаторе[5].
- Была заключена в тюрьму на 45 дней за вождение в нетрезвом виде полицией округа Вентура.

## Достижения
- 2004: Зал славы AVN
- 2015: Зал славы XRCO